# Karolina Farasiewicz
Karolina Farasiewicz (ur. 27 września 1996 w Prudniku) – polska łuczniczka specjalizująca się w łuku klasycznym.

## Życiorys
Wychowała się w Łące Prudnickiej. Łucznictwem zainteresował ją jej brat. W 2005 została zawodniczką Obuwnika Prudnik. Uczęszczała do II Liceum Ogólnokształcącego im. Stefanii Sempołowskiej w Prudniku.
W 2015 roku zdobyła brązowy medal podczas halowych mistrzostw Europy juniorów w Koprze razem z Sylwią Zyzańską i Magdaleną Śmiałkowską. W pojedynku o trzecie miejsce pokonały reprezentantki Ukrainy.
W marcu 2017 roku w Vittel zdobyła złoty medal halowych mistrzostw Europy w zawodach drużynowych z Natalią Leśniak i Wioletą Myszor. W rundzie olimpijskiej pokonały kolejno: Gruzinki i Rosjanki, zaś w finale pokonały reprezentantki Francji.
W 2020 została absolwentką Politechniki Opolskiej na kierunku wychowanie fizyczne. 9 października 2020 zrezygnowała z członkostwa w Obuwniku Prudnik i została zawodniczką niezrzeszoną.

## Wyniki
| Rok  | Zawody                                   | Miejscowość      | Grupa  | Ind. | Druż. | Mikst |
| ---- | ---------------------------------------- | ---------------- | ------ | ---- | ----- | ----- |
| 2012 | Młodzieżowe mistrzostwa Europy           | Nykøbing         | Kadet  | 17.  | 4.    | –     |
| 2013 | Młodzieżowe mistrzostwa świata           | Wuxi             | Kadet  | 17.  | 5.    | 6.    |
| 2014 | Halowe mistrzostwa świata                | Nîmes            | Junior | 17.  | 6.    | –     |
| 2014 | Młodzieżowe mistrzostwa świata           | Lublana          | Junior | 17.  | 5.    | 8.    |
| 2014 | Mistrzostwa świata w łucznictwie polowym | Zagrzeb          | Junior | 10.  | –     | –     |
| 2015 | Halowe mistrzostwa Europy                | Koper            | Junior | 9.   | brąz  | –     |
| 2015 | Młodzieżowe mistrzostwa świata           | Yankton          | Junior | 9.   | 4.    | –     |
| 2016 | Halowe mistrzostwa świata                | Ankara           | Junior | 8.   | 4.    | –     |
| 2016 | Młodzieżowe mistrzostwa Europy           | Bukareszt        | Junior | 9.   | 5.    | –     |
| 2017 | Halowe mistrzostwa Europy                | Vittel           | Senior | 17.  | złoto | –     |
| 2019 | Mistrzostwa świata                       | ’s-Hertogenbosch | Senior | 115. | 17.   | –     |